# Коронавірусна хвороба 2019 на Пуерто-Рико
Спалах коронавірусної хвороби 2019 на Пуерто-Рико — це поширення пандемії коронавірусної хвороби 2019 на територію Пуерто-Рико. Перший випадок хвороби на острові зареєстровано 13 березня в адміністративному центрі острова Сан-Хуан.
Пуерто-Рико швидко розпочало вводити заходи задля попередження завезення коронавірусу до країни. На острові введено найсуворіші карантинні заходи серед усіх штатів та територій під юрисдикцією США, і кілька міст і штатів США наслідували дії владних структур Пуерто-Рико, ввівши комендантську годину та закривши значну частину підприємств та закладів. 29 лютого губернатор Пуерто-Рико Ванда Васкес Гарсед створила робочу групу для вивчення того, якої шкоди може завдати коронавірус для Пуерто-Рико, та розробки планів щодо сповільнення поширення інфекцій на території острова. Враховуючи тривалі затримки, з якими зіткнулись органи влади Пуерто-Рико в отриманні обґрунтованого результату з лабораторій Центрів з контролю та профілактики захворювань у США в Атланті щодо матеріалу, поданого на тестування на коронавірус, влада острова ухвалила рішення, згідно з яким кожен підозрілий випадок повинен розглядатися як випадок COVID-19 до отримання результатів тестування, та повинен знаходитись в ізоляції протягом 14 днів. 12 березня, за день до підтвердження першого випадку COVID-19 на острові, губернатор оголосила надзвичайний стан і привела Національну гвардію Пуерто-Рико до стану бойової готовності з метою забезпечення контролю осіб, як в'їжджають на острів через його аеропорти та морські порти. На острові введено комендантську годину, і жителі Пуерто-Рико могли виходити з дому лише з 5 ранку до 21 вечора з особливих причин, таких як придбання ліків, відвідування лікаря чи аптеки, покупка продуктів або для догляду за хворою людиною.
Перші випадки коронавірусної хвороби зареєстровані на Пуерто-Рико 13 березня. Серед них були двоє італійських туристів та 71-річний місцевий житель, хворий на рак. Губернатор острова висловила занепокоєння тим, що комендантська година переважно не дотримується, та розпочала вживати більш рішучі заходи з боротьби з поширенням хвороби, розпорядившись закрити всі підприємства та заклади, діяльність яких не є життєво необхідною, на період з 15 по 30 березня. Першою померлою від коронавірусної хвороби на острові стала 68-річна туристка-італійка; через кілька днів повідомили, що її чоловік вилікувався від хвороби. Тестування на коронавірус на острові проводять лікарні ветеранів, приватні лабораторії та Департамент охорони здоров'я Пуерто-Рико.
Станом на 24 жовтня 2021 року 2298983 жителі Пуерто-Рико отримали принаймні одну дозу вакцини проти COVID-19, що еквівалентно 88,7 % населення.

## Передумови

### Події перед початком епідемії
У той же час, 13 березня, коли на Пуерто-Рико виявлено перший випадок коронавірусної хвороби, Пуерто-Рико все ще оговтувалось після кількох найбільших стихійних лих, включно урагану Марія та землетрусів у 2019—2020 роках. Зростання ризику інфікування коронавірусом спричинено також тісним зв'язком між Пуерто-Рико та пуерториканцями Нью-Йорка, де вперше підтвердився випадок коронавірусної хвороби ще 1 березня, що спричинило неспокій серед жителів острова у зв'язку з імовірністю завезення коронавірусної хвороби на острів з Нью-Йорка пуерториканцями, які повертаються на батьківщину. Унаслідок цього 8 квітня губернатор Пуерто-Рико звернулась до Федерального авіаційного управління США призупинити авіасполучення Пуерто-Рико з місць найбільшого поширення коронавірусної хвороби у США, включаючи Нью-Йорк, Нью-Джерсі, Флориду, Пенсільванію, Коннектикут та Іллінойс.

### Інфраструктура охорони здоров'я
Як і решта країн світу, включно з США, Пуерто-Рико не було готове до пандемії коронавірусної хвороби у 2020 році. У порівнянні з більшістю населення Сполучених Штатів, населення Пуерто-Рико має вищий ризик інфікування коронавірусом у зв'язку з наявністю кількох додаткових факторів, зокрема як літнє населення, вищий рівень бідності та більша залежність від державних ресурсів для доступу до медичної допомоги. Незважаючи на ці фактори та недоліки, до 16 квітня в Пуерто-Рико смертність від COVID-19 була меншою на 17 % від смертності в США, якщо порівнювати ці показники у перерахунку на мільйон мешканців. Таблиця, опублікована 16 квітня компанією «Statista», яка відстежувала випадки коронавірусної хвороби у всьому світі, показала смертність від коронавірусної хвороби в Пуерто-Рико на рівні 15,96 на мільйон жителів, а в США — 94,54 на мільйон жителів.
Відомо, що коронавірусна хвороба спричинює вищу смертність у осіб похилого віку, а в Пуерто-Рико дуже високий відсоток осіб похилого віку. У липні 2019 року майже 21 % населення Пуерто-Рико мало вік більш ніж 65 років. Окрім цього, особи похилого віку частіше живуть у злиднях. У Пуерто-Рико на момент початку епідемії нараховувалась 8194 лікарняних ліжок станом на 1 липня 2019 року. Населення острова складало 3 193 694 жителів. Реформа охорони здоров'я, проведена губернатором Педро Россельйо 1993 року, збільшила приватизацію охорони здоров'я та залежність від Медикейд або від програми медичного страхування дітей для 45 % пуерториканців, та від Медікер для 20 % жителів острова.
З 2006 року, коли уряд США припинив частину податкових пільг, на Пуерто-Рико розпочалась економічна криза, зумовлена зниженням надходжень до бюджету. Пуерториканці, які беруть участь у програмі «Medicaid», отримують 2200 доларів США на рік проти 6700 доларів на основній території США. Великою проблемою для місцевої системи охорони здоров'я є також періодичне ненадходження грошей із федерального бюджету США.
Постійне недофінансування, невизначеність та стихійні лиха останніх років послабили систему охорони здоров'я Пуерто-Рико перед протистоянням епідемії коронавірусної хвороби. Лікарняна інфраструктура на острові застаріла, з 2006 по 2016 рік кількість лікарів скоротилася з 14 тисяч до 9 тисяч, одночасно також не вистачає медсестер. На острові недостатньо ресурсів для підготовки до можливих стихійних лих, оскільки модель охорони здоров'я на Пуерто-Рико полягала у наданні допомоги вже після виникнення стихійних лих.

## Хронологія

### Січень
Наприкінці січня міжнародний аеропорт імені Луїса Муньоса Маріна стає одним із двадцяти аеропортів США, визначених федеральними органами влади США, де прибуваючі з інших країн мали пройти додатковий огляд. Найбільша увага в них мала бути зосереджена на пасажирах з Уханя, окрім того подорожуючі мали заповнити форму, в якій зазначено місця їх попереднього перебування, контактів в Ухані, та наявності можливих симптомів хвороби. У подорожуючих також мала вимірюватися температура.

### Лютий
29 лютого губернатор острова Ванда Васкес Гарсед створила робочу групу з питань коронавірусної хвороби для відстеження ймовірних випадків хвороби.

### Березень
4 березня лікар з Панами з чотирма супроводжуючими прибув до адміністративного центру острова Сан-Хуан після відвідування Нью-Йорка, Маямі та Панами. Усі вони 7 березня відвідують фестиваль Національного дня сальси в Сан-Хуані, попри підвищення температури та погане самопочуття. 12 березня губернатор острова висловила прохання до всіх, хто знаходився у VIP-секції місця проведення дня сальси, ізолюватися, якщо у них є симптоми, схожі на грип, оскільки з високою ймовірністю в них могла бути коронавірусна хвороба.
8 березня 68-річна італійка з круїзного судна «Costa Luminosa», яке прямувало з Форт-Лодердейла у Флориді, госпіталізована до лікарні на Пуерто-Рико після виявлення в неї симптомів пневмонії. Її тест на коронавірус надіслано до Центрів з контролю та профілактики захворювань у США. Губернатор острова видала розпорядження, щоб усі круїзні лайнери, що заходять у порти Пуерто-Рико, засвідчували, що на їх борту немає жодного пасажира, який має симптоми COVID-19.
10 березня департамент охорони здоров'я Пуерто-Рико повідомив про 5 зареєстрованих підозр на коронавірусну хворобу. За словами міністра охорони здоров'я острова Рафаеля Родрігеса Меркадо, Центри контролю та профілактики захворювань отримали зразки біоматеріалу від хворих 10 березня. Серед цих 5 хворих — подружжя з Італії з круїзного судна, ще один пасажир з круїзного судна, доставлений до лікарні береговою охороною, одна особа, яка не виїздила за межі Пуерто-Рико, та священник-місіонер з Колегіо Марія Ауксіліадора, католицької школи в місті Кароліна на острові.
11 березня на острові зареєстровано 19 підозр на коронавірусну хворобу після того, як група з 16 студентів та 3 організаторів зі Школи Робінзона повинні були піти на самоізоляцію після повернення з поїздки до Мехіко, де вони брали участь у конкурсі Модель ООН. Мексика повідомила про 7 випадків COVID-19 від 4 березня, якраз під час перебування делегації Пуерто-Рико. Група повернулась на Пуерто-Рико 9 березня, і їм було дозволено відвідувати школу вже на наступний день, 10 березня. Жоден з цієї групи, які перебували в Мехіко, не заразився під час поїздки, попри те, що вони летіли рейсом через міжнародний аеропорт Токумен у Панамі.
12 березня губернатор острова оголошує надзвичайний стан та переводить Національну гвардію Пуерто-Рико до стану бойової готовності, як запобіжний захід для посилення контролю для запобігання поширенню коронавірусної хвороби на територію острова. Станом на цей день на Пуерто-Рико не було підтверджених випадків хвороби. Уряд Пуерто-Рико заборонив відвідування туристами островів Вікс і Кулебра, які є популярними серед туристів. Тільки жителям та тим, хто доставляє запаси до островів, дозволено приїзити на острови. Губернатор острова оголосила комендантську годину, наказавши жителям Пуерто-Рико залишатися у своєму помешканні до 30 березня. Жителі острова повинні виходити зі свого житла лише у виключних випадках. Вихід зі свого помешкання дозволений з 5:00 до 21:00 лише для придбання життєво необхідних товарів або отримання життєво необхідних послуг.
У середині березня низка університетів острова, включно Університет Пуерто-Рико, Університет дель Саградо-Корасон, Папський католицький університет Пуерто-Рико, Університет Ана Г. Мендеса, Інтерамериканський університет Пуерто-Рико, та Національний університетський коледж, скасовують індивідуальні заняття та переходять на дистанційне навчання.
Станом на 13 березня на Пуерто-Рико є 17 підозр на COVID-19, 9 березня їх надіслали до Центрів контролю та профілактики захворювань. Губернатор острова критикує Центри за відсутність результатів обстежень цих хворих протягом чотирьох днів. Проте пізніше ввечері 13 березня губернатор оголошує на прес-конференції, що на острові підтверджено три випадки хвороби: 68-річна італійка з круїзного судна «Costa Luminosa» та її 70-річний чоловік (туристи), які госпіталізовані в ізолятор лікарні «Ashford» пресвітеріанської громади в Кондадо, а також 71-річний пуерторіканець, хворий на рак, який знаходиться на лікуванні в лікарні «Auxilio Mutuo», чиї родичі виїздили з острова. Увечері 13 березня губернатор Васкес на 14 днів закрила усі державні навчальні заклади, та заборонила круїзним кораблям та поромам з Домініканської Республіки причалювати в портах Пуерто-Рико.
13 березня оприлюднено плани влади острова щодо вимірювання температури тіла в осіб при в'їзді в Пуерто-Рико, для чого в 7 різних пунктах очікується встановлення 50 безконтактних інфрачервоних термометрів.
15 березня підтверджений четвертий випадок хвороби на території Пуерто-Рико. Ним став 87-річний військовий ветеран і житель Каліфорнії, якого гелікоптер Берегової охорони США перевів у медичний центр Маягуеса після виявлення в нього симптомів хвороби під час круїзу, що проходив через протоку Мона. Губернатор острова Васкес наказала закрити всі установи на острові, за винятком бакалійних магазинів, супермаркетів, заправних станцій, банківських установ, аптек та медичних закладів.
15 березня комісар поліції Пуерто-Рико Генрі Ескалера Рівера відкладає всі заняття з персоналом. Курсанти академії поліції будуть проходити дистанційне навчання за місцем проживання, замість проходження навчань у казармах. На невизначений термін призупинено видачу частини документів, зокрема попередніх та кримінальних перевірок, та копії поліцейських звітів. Відділ реєстрації кримінальних проваджень не буде проводити прийом громадян, а натомість буде надсилати запити електронною поштою безкоштовно. Того ж дня 65-річна жінка з неназваної місцевості стала п'ятим підтвердженим випадком хвороби на Пуерто-Рико. На цей день на острові нараховувалось ще 17 підозр на коронавірусну хворобу.
16 березня губернатор острова обговорила можливість введення воєнного стану, якщо населення не дотримуватиметься комендантської години та правил, введених в умовах надзвичайного стану. Губернатор на два тижні зобов'язала закрити всі підприємства, діяльність яких не є життєво важливою, проте деякі підприємства продовжували працювати як зазвичай, що спонукало губернатора повідомити, що до порушників можуть бути введені жорсткі заходи. Власникам закладів загрожує штраф у розмірі 5 тисяч доларів і до шести місяців ув'язнення, якщо вони не дотримуватимуться комендантської години. 16 березня поліція оштрафувала бар в Ороковісі та провела понад 20 заходів щодо примусу до виконання карантинних вимог. Поліція Пуерто-Рико повідомила про 36 арештів та подання 85 звинувачень за порушення карантинних заходів протягом трьох днів з моменту введення комендантської години.
17 березня губернатор Васкес надсилає листа до Федерального авіаційного управління США з трьома запитами. У своєму листі вона попросила дозволу на закриття аеропортів без перевірки пасажирів, обмеження руху чартерних літаків, та надання дозволу на обмеження авіасполучення з островом лише для військових та життєво важливими служб. Поліція повідомила про збільшення кількості випадків домашнього насильства на острові.
18 березня прес-секретар лікарні для ветеранів повідомив про шостий підтверджений випадок хвороби в лікарні. Державний епідеміолог Пуерто-Рико Кармен Деседа повідомив, що у лікарні ветеранів було 26 підозр на коронавірусну хворобу, у 10 з яких зареєстровано негативний результат тестування.
21 березня зареєстрована перша смерть від коронавірусної хвороби на острові, нею стала 68-річна італійка, яка перебувала на круїзному судні «Costa Luminosa» з Флориди, та мала низку хронічних хвороб. 21 березня також унаслідок поширення фейкових новин, які розпочали циркулювати в WhatsApp, жителі острова масово рушили до магазинів для масових покупок та створення запасів їжі та інших життєво необхідних товарів. Чутки стверджували, що продуктові магазини острова незабаром закриються. Багато жителів острова розпочали порушувати режим комендантської години, введений губернатором острова 15 березня, у зв'язку з появою цих чуток, що спонукало ФБР розпочати розслідування щодо виявлення ініціатора поширення панічних новин. Окрім цього, праймериз Демократичної партії США на острові до президентських виборів у США 2020, спочатку заплановані на 29 березня, перенесене на 26 квітня.
25 березня на острові повідомлено про нову смерть від коронавірусної хвороби. Померла 48-річна вчителька з міста Рінкон, і оскільки вона була дружиною поліцейського, усі 30 офіцерів поліції відправлені на домашній карантин. Комендантський час на острові продовжено до 12 квітня. Зареєстровано 60 випадків хвороби та два випадки смерті.
30 березня зареєстрована шоста смерть на острові від коронавірусної хвороби.
31 березня зареєстровано сьому і восьму смерть на острові від коронавірусної хвороби. Кількість випадків хвороби на острові зросла до 239.

### Квітень
2 квітня поліція за порушення комендантської години проводить арешти водіїв та буксирує машини на штрафмайданчик. До цієї дати за порушення комендантської години на острові було заарештовано 507 осіб.
6 квітня за даними статистики повідомлено, що в 10 лікарів підтверджено позитивний тест на коронавірус.
9 квітня 17 підприємств втратили ліцензію на діяльність у зв'язку з невиконанням режиму комендантської години на острові.
10 квітня повідомлено, що медичний персонал у відділеннях невідкладної допомоги лікарень у Яуко, Баямоні, Фахардо та Умакао розміщує прозору пластикову коробку навколо голови пацієнта, коли пацієнт проходить тестування на COVID-19, щоб захистити персонал від можливого інфікування.
21 квітня з'явились повідомлення, що частина статистичної інформації щодо епідемії коронавірусної хвороби на Пуерто-Рико була невірною. 21 квітня Орвілл Дісдьє Флорес, виконавчий директор Інституту статистики Пуерто-Рико, заявив, що деякі цифри, про які повідомлялося, були невірними, що деякі випадки були пораховані двічі, і що працівники інституту працювали над виправленням помилок. Станом на 23 квітня було проведено 12680 тестів, 1416 з яких були позитивними, 69 зареєстровано смертельних випадків, 1940 тестів ще очікували результату, 24 квітня цифри були оновлені, повідомлено про 1276 позитивних тестів та 77 смертельних випадків.

### Травень
27 травня 27-річна Еріка Родрігес стала наймолодшою людиною, яка померла від коронавірусної хвороби на Пуерто-Рико.

### Вересень
Відео вечірки в приватному місці в Унібоні (муніципалітет Моровіс), на якому видно сотні учасників, які не дотримувались протоколів соціального дистанціювання та не носили масок, на початку вересня стало вірусним. Захід був організований інвестиційною групою «Forex». Губернатор заявила, що всі ці особи порушили розпорядження, яке вона підписала, та яке мало на меті захистити народ Пуерто-Рико від епідемії хвороби. Багато з присутніх на цій вечірці на той час вже перебували за межами Пуерто-Рико. 8 вересня 2020 року трьох осіб, пов'язаних з цією подією, затримали в аеропорту імені Луїса Муньоса Маріна в Сан-Хуані, пізніше затримані ще двоє, які прямували до Балтимора в штаті Меріленд.

### Жовтень
У жовтні новинні джерела показали фотографії незаконного сміттєзвалища в Агуас-Буенасі, після чого керівник муніципалітету пояснив, що карантинні обмеження змусили більше людей робити проєкти реконструкції та ремонт будинків, і що муніципалітет просив дозволу на експлуатацію цього смітника. Він заявив, що зараз немає ресурсів для вивезення залишків великих предметів побуту, які викидали на смітник, і що йому довелося чекати п'ять місяців, щоб нарешті отримати дозвіл на експлуатацію сміттєзвалища.

### Грудень
5 грудня жінку та її сина відсторонили від посадки на рейс з міжнародного аеропорту Балтимор-Вашингтон-Тургуд-Маршалл до Пуерто-Рико, запобігаючи потенційній можливості поширення коронавірусу. Дев'ятирічний хлопець отримав позитивні результати 24 листопада, а розпорядження про заборону припинення карантину та поїздок надійшов буквально за 30 хвилин до того, як вони сіли в рейс.
У грудні влада розшукувала туриста, який відмовився носити маску та був помічений на вірусному відео при нападі на іншу особу.

### Січень-квітень 2021 року
У січні 2021 року туристична кампанія з Пуерто-Рико «Discover Puerto Rico» почала обслуговувати журналістів і впливових людей на Пуерто-Рико, щоб відновити туристичну індустрію.
23 березня повідомлено, що в березні 12 туристів було заарештовано протягом 6 днів, коли уряд Пуерто-Рико почав запроваджувати заходи проти туристів, які прибули на острів, але не дотримувались чинних протиепідемічних заходів – показати негативний тест або провести в карантині 14 днів.
1 квітня аеропорт імені Рафаеля Ернандеса в Агуадільї та міжнародний аеропорт Мерседіта в Понсе, які залишалися закритими з початку пандемії, відновили комерційні рейси.

### Серпень-вересень 2021 року
Міністерство охорони здоров'я повідомило, що у серпні зареєстрована найбільша смертність у році: 306 смертей, з яких 73 % (223) були невакцинованими.
Щоб зменшити тертя між туристами та жителями Пуерто-Рико, була запущена громадська кампанія з навчання туристів правильній і безпечній поведінці.
4 вересня родина репортера на пенсії Ефрена Арройо з «WAPA-TV» підтвердила, що він не був щеплений, і помер від COVID-19.

## Заходи уряду
11 березня газета «Caribbean Business» повідомила, що міністерство охорони здоров'я і соціальних служб США надасть Пуерто-Рико майже 5,9 мільйона доларів для боротьби з COVID-19.
12 березня на прес-конференції губернатор острова Ванда Васкес Гарсед оголосила надзвичайний стан на острові та перевела Національну гвардію у підвищену бойову готовність. Губернатор заявила, що військовослужбовці Національної гвардії будуть дислоковані в міжнародному аеропорту імені Луїса Муньоса Маріна та порту Сан-Хуана для перевірки пасажирів, які прибувають на острів, на наявність симптомів коронавірусної хвороби. За розпорядженням губернатора відкладено або скасовано всі громадські заходи та зібрання в березні. Губернатор висловила розчарування через затримку результатів тестування хворих з Пуерто-Рико Центрами з контролю та профілактики захворювань у США.
13 березня міністр охорони здоров'я Пуерто-Рико Рафаель Родрігес пішов у відставку. Конгресмен від Пуерто-Рико Дженніфер Гонсалес задала запитання, чому губернатор усунула керівника медичної служби острова на початку епідемії, заявивши, що це може подати сигнал федеральним законодавцям про те, що міністерство охорони здоров'я Пуерто-Рико є некомпетентним і не готовим до діяльності в кризових умовах. Того ж дня видано розпорядження про закриття державних шкіл на острові на 14 днів.
Палата представників Пуерто-Рико схвалила білль № 2428 про внесення змін до закону Пуерто-Рико № 180—1998 щодо встановлення неоплачуваної невідкладної відпустки тривалістю до 20 днів для співробітників з підозрою або підтвердженим діагнозом пандемічної хвороби. Законопроєкт направлено на розгляд Сенату Пуерто-Рико.
14 березня конгресмен від Пуерто-Рико Дженніфер Гонсалес успішно зумів отримати дозвіл Центрів з контролю та профілактики захворювань у США включити Пуерто-Рико та інші території США до своєї системи цифрового оповіщення. Гонсалес заявила, що вона залишиться у Вашингтоні на триваліший час для того, щоб вона змогла взаємодіяти з Конгресом США, попри те, що вона раніше запланувала низку зустрічей на Пуерто-Рико.
15 березня губернатор Пуерто-Рико запровадила комендантський час на острові до 30 березня, та видала розпорядження про закриття всіх закладів, які не займаються продажем продуктів харчування, ліками або банківською діяльністю, а комісар поліції відклав проведення навчання персоналу.
Хосе Апонте Ернандес, колишній спікер Палати представників Пуерто-Рико, заявив, що проситиме у Дженніффер Гонсалеса Колона (уповноваженого постійного представника Пуерто-Рико) кошти для будівництва ще однієї лікарні. Вони обговорюють можливість використання старої лікарні, розташованої на Військово-морській станції Рузвельта, розташованій у місті Сейба (невеликий муніципалітет на сході острова), для лікування осіб, хворих на COVID-19 у Пуерто-Рико.
19 березня журналісти Центру журналістських розслідувань Пуерто-Рико заявили, що Кармен Деседа, яка стала більш помітною в пресі після відставки Рафаеля Родрігеса Меркадо, не має достатніх знань, щоб бути головним епідеміологом. У відповідь губернатор Пуерто-Рико заявила, що це командний підхід і що вона підтримує Кармен Деседа в її роботі. Того ж дня група пуерториканських вчених підписала та розповсюдила документ із проханням про відставку Деседи, в якому йдеться про те, що вона в минулому демонструвала недостатню компетентність, яка не відповідає завданням боротьби з пандемією коронавірусної хвороби.
25 березня виконуючий обов'язки керівника департаменту охорони здоров'я Пуерто-Рико призначив епідеміолога Енсіхара Хасана Ріоса керівником робочої групи з боротьби з епідемією COVID-19 на острові.
27 березня губернатор острова посилила обмеження щодо комендантської години. Автомобілі допускаються до виїзду (для екстрених покупок) лише на підставі кінцевої цифри їхнього номерного знаку автомобіля: автомобілі з номерними знаками, що закінчуються цифрами 0, 2, 4, 6 або 8, допускаються до виїзду у понеділок, середу чи п'ятницю, автомобілям з номерними знаками, що закінчуються непарними номерами, дозволено виїзд у вівторок, четвер чи суботу. По неділях автомобілі взагалі не випускаються на виїзд. Особи, які порушують нові правила, будуть оштрафовані в розмірі 5000 доларів або заарештовані.
3 квітня повідомлено, що заклади та підприємства, діяльність яких не є життєво важливою, які продовжують свою діяльність під час локдауну всупереч комендантській годині, можуть втратити свою ліцензію на діяльність.
8 квітня губернатор острова надіслала прохання Федерального авіаційного управління США призупинити авіасполучення острова з найбільш ураженими епідемією коронавірусної хвороби штатами. До штатів, з якими запропоновано призупинити авіасполучення, належать Нью-Йорк, Нью-Джерсі, Пенсільванія, Коннектикут, Іллінойс та Флорида. Губернатор також вирішила переглянути показник смертності від коронавірусної хвороби на основі керівних принципів Центрів з контролю та профілактики захворювань США, щоб уникнути недооцінки кількості випадків смерті внаслідок COVID-19 та у зв'язку з відставанням отримання результатів тестувань на острові.
1 травня губернатор острова повідомила, що міністерство фінансів США схвалило пропозицію міністерства фінансів Пуерто-Рико щодо розподілу виплат 1200 доларів США особам, які мають право на це згідно закону США про допомогу особам, які постраждали від епідемії коронавірусної хвороби, підписаного 27 березня 2020 року Президентом США Дональдом Трампом.
4 травня: губернатор Васкес оголосила, що особи, які одужали від коронавірусної хвороби, повинні здавати плазму і кров, заявивши, що банки крові потребують велику кількість донорів, які перехворіли COVID-19, для подальшого переливання плазми одужалих хворим коронавірусною хворобою.
5 травня представник департаменту охорони здоров'я Пуерто-Рико Джессіка Ірізарі повідомила, що в кожному з 7 регіонів призначено регіональний епідеміолог та команда, яким доручено виявляти та спостерігати випадки коронавірусної хвороби на Пуерто-Рико. Ірізарі заявила, що епідеміологи відстежили контакти 2 тисяч підтверджених випадків хвороби.
8 червня журналіст-розслідувач виявив, що уряд не має стратегії боротьби зі спалахами коронавірусної хвороби у будинках для людей похилого віку. Зокрема, журналіст виявив, що уряд не використав тисячі тестів на коронавірус, які він отримали від федерального уряду.
11 червня губернатор острова повідомила про відновлення роботи після 88-денного локдауну частини закладів та підприємств на Пуерто-Рико, проте прибуття туристів з-за кордону залишилось під забороною.
16 липня губернатор острова знову наказала закрити бари, тренувальні зали та кінотеатри.
19 серпня губернатор Ванда Васкес Гарсед наказала закрити ресторани, які не мають місць для прийому їжі на відкритому повітрі, та видала розпорядження про обмеження ділової активності до 25 % після зростання кількості випадків коронавірусної хвороби. Щонеділі на острові запроваджується локдаун, дозволена робота лише тих закладів, діяльність яких є життєво необхідною.
4 грудня знову запроваджується локдаун у неділю на період з 7 грудня 2020 року до 7 січня 2021 року.
10 березня 2021 року новий губернатор Педро П'єрлуїсі заявляє, що низька кількість нових випадків COVID-19 дозволяє знову відкрити школи в деяких муніципалітетах Пуерто-Рико. До початку березня майже 100 школам (з 858) дозволили повернутися до очного навчання за умови запровадження спеціальних протоколів безпеки.
31 березня: запроваджено штраф у розмірі 100 доларів за відсутність маски. У туристичних районах спостерігається більша присутність поліції. Комендантська година з 23:00 до 5:00 суворо дотримується, і проведено більше десятка арештів.
Проведення масової вакцинації координувало міністерство охорони здоров'я острова. Вакцинація розпочалась у Сан-Хуані, приблизно 5 тисяч осіб вакцинувалися за 15 годин однодозовою вакциною Janssen проти COVID-19.
12 квітня запроваджено жорсткі заходи, включаючи закриття, для підприємств, які не дотримуються законодавства щодо заходів безпеки під час епідемії COVID-19. У квітні 2021 року з цієї причини 15 підприємств у Сан-Хуані були закриті.
26 квітня запроваджено вимогу для туристів, які прибувають до Пуерто-Рико, з 28 квітня протягом 48 годин після прибуття вимагатиметься негативний тест. Особи, які не дотримуються вимог, будуть оштрафовані на 300 доларів США. Це нововведення запроваджено у відповідь на збільшення кількості випадків хвороби.
3 липня: міністерство спорту та відпочинку призупинило всі обмеження на тренування команд, попри це, міністерство вимагало, щоб усі гравці та організатори були вакциновані.
27 липня: міністерство охорони здоров'я видало новий наказ про обов'язкову наявність маски, та підвищило величину штрафу за його недотримання до 500 доларів.
29 липня: Губернатор П'єрлуїзі оприлюднив розпорядження, що вимагає від усіх державних службовців вакцинації. Розпорядження набрало чинності 16 серпня.
11 серпня: Губернатор П'єрлуїзі наказав вакцинувати працівників і клієнтів ресторанів, барів і кінотеатрів. Уряд включив додаток «Vacu ID» в існуючу програму для рушія, щоб жителі острова могли продемонструвати докази вакцинації. Протягом тижня понад 300 тисяч жителів острова завантажили «Vacu ID».
27 серпня: муніципалітет В'єкес оголосив надзвичайний стан у зв'язку зі збільшенням кількості випадків захворювання, ввів комендантську годину на 23:00 і скасував усі заходи на муніципальних об’єктах, таких як стадіони.
30 серпня: було оголошено про заборону допуску невакцинованих співробітників та працівників за контрактом Капітолія Пуерто-Рико, яка набувала чинності 17 вересня.
У березні 2022 року губернатор повідомив про скасування обов'язкого використання масок для обличчя, обов'язкової вакцинації для працівників, і вакцинації для відкриття закладів. У школах, лікарнях і будинках для людей похилого віку як і раніше вимагатиметься використання масок.